# Меморандум порозуміння про охорону популяції очеретянки прудкої

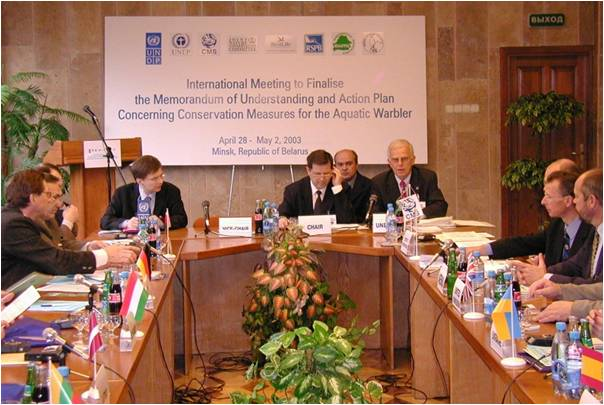
Мінська зустріч 29–30 квітня 2003

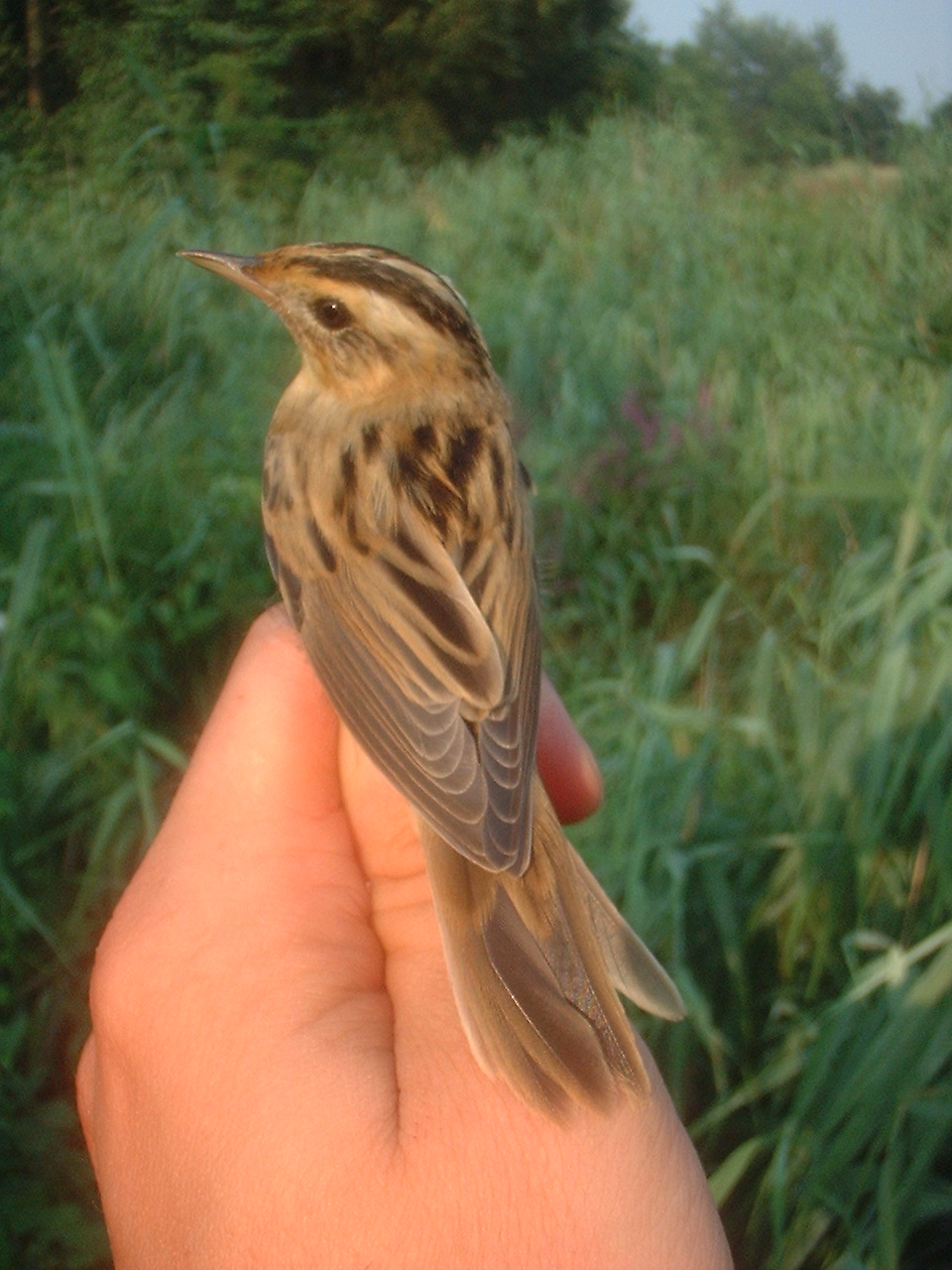
Очеретянка

Меморандум про взаєморозуміння є багатостороннім екологічним документом, укладеним у 2003 році під егідою Конвенції про мігруючі види диких тварин (CMS), також відомої як Боннська конвенція. Цей Меморандум про взаєморозуміння створює основу для спільної роботи урядів, неурядових організацій і вчених, щоб врятувати очеретянку, найрідкіснішого співочого птаха в Європі. Меморандум поширюється на 22 країни (Білорусь, Бельгія, Болгарія, Франція, Німеччина, Угорщина, Латвія, Литва, Люксембург, Малі, Мавританія, Марокко, Нідерланди, Польща, Португалія, Російська Федерація, Сенегал, Словаччина, Іспанія, Швейцарія, Україна та Велика Британія). 

## Розробка Меморандуму про взаєморозуміння
З 29 по 30 квітня 2003 року в Мінську, Білорусь, відбулася зустріч держав ареалу очеретянки для прийняття Меморандуму та плану дій щодо збереження цього виду. 
Зустріч була спільно організована Секретаріатом CMS у співпраці з Програмою розвитку ООН (ПРООН), BirdLife International, Королівським товариством захисту птахів (RSPB) та APB- BirdLife Білорусь. Меморандум про взаєморозуміння був прийнятий і набув чинності 30 квітня 2003 року.
Сторони, які підписали Меморандум про взаєморозуміння з очеретянки:
- Білорусь (30 квітня 2003 р.)
- Болгарія (30 квітня 2003 р.)
- Німеччина (30 квітня 2003 р.)
- Угорщина (30 квітня 2003 р.)
- Латвія (30 квітня 2003 р.)
- Литва (30 квітня 2003 р.)
- Сенегал (30 квітня 2003 р.)
- Іспанія (30 квітня 2003 р.)
- Сполучене Королівство (30 квітня 2003 р.)
- Україна (21 травня 2003 р.)
- Польща (13 липня 2004 р.)
- Бельгія (24 листопада 2005 р.)
- Франція (14 травня 2010 р.)
- Малі (14 травня 2010 р.)
- Люксембург (19 липня 2010 р.)
- Швейцарія (22 листопада 2011 р.)

Крім того, дві організації підписали Меморандум про взаєморозуміння:
- Секретаріат CMS (30 квітня 2003 р.)
- BirldLife International (30 квітня 2003 р.)

## Мета Меморандуму про взаєморозуміння
Метою Меморандуму про взаєморозуміння є захист очеретянки (Acrocephalus paludicola), невеликого птаха, чисельність якого скоротилась на 40% за останні 10 років. Він відображає спільну стурбованість цим станом і закликає до співпраці між національними органами влади для сприяння збереженню цього виду.

## Види, на які поширюється Меморандум
Меморандум про взаєморозуміння захищає популяцію прудких очеретяток у всіх країнах ареалу. Прудка очеретянка є найрідкіснішим і єдиним горобцеподібним птахом, що перебуває під загрозою міжнародної загрози, знайденим у материковій Європі. Крім дуже невеликої залишкової популяції в Західному Сибіру. Станом на травень 2010 року його глобальне населення, яке налічує лише 10 200-13 800 чоловіків, обмежується менш ніж 40 ділянками лише в шести країнах, причому чотири об’єкти утримують понад 80% населення планети.  Головна загроза для очеретянки — це втрата оселищ через занепад традиційного екстенсивного землеробства та заростання середовища проживання виду очеретом, чагарниками чи деревами.

## Фундаментальні компоненти

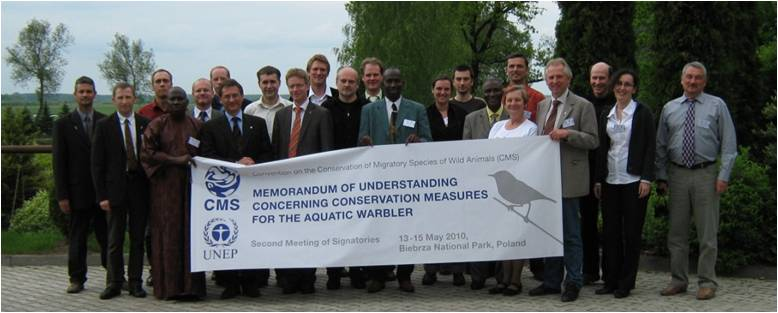
Друга зустріч підписантів Меморандуму про взаєморозуміння з очеретянки, Бебжанський національний парк, Польща, 13–15 травня 2010

Усі підписанти вирішують тісно співпрацювати для покращення стану збереження очеретянки на всьому її ареалі розмноження, міграції та зимівлі 
. З цією метою вони окремо чи спільно:
1. Забезпечити суворий захист прудкої очеретянки та визначте та збережіть водно-болотні угіддя, необхідні для її виживання
2. За умови наявності ресурсів впроваджувати у своїх країнах положення Плану дій, що додається до Меморандуму про взаєморозуміння, як основу для збереження всіх популяцій виду
3. Оцінювати виконання Меморандуму про взаєморозуміння, включаючи План дій, на регулярних зустрічах, у яких будуть брати участь представники кожного підписанта, а також особи чи організації, які мають технічну кваліфікацію в галузі збереження виду
4. Сприяти швидкому обміну науковою, технічною та юридичною інформацією, необхідною для координації заходів щодо збереження, та співпрацювати з визнаними вченими міжнародних організацій та інших держав ареалу з метою полегшення їхньої роботи, яка проводиться у зв’язку з Планом дій.
5. Надавати Секретаріату CMS принаймні кожні два роки звіт про виконання Меморандуму про взаєморозуміння в кожній із країн-представників

Меморандум набув чинності після 30 квітня 2003 р. і залишатиметься в силі на невизначений термін з урахуванням права будь-якої сторони, яка підписала, припинити свою участь.

## Секретаріат
Секретаріат CMS, розташований у Бонні, Німеччина, виконує функції секретаріату Меморандуму про взаєморозуміння. Фінансування координаційних послуг для Меморандуму  на 2010-2012 рр. було забезпечено урядом Швейцарії та RSPB.

## План дій
Детальний план дій додається до Меморандуму про взаєморозуміння.   Основна мета Плану дій полягає в тому, щоб підтримувати очеретянку на всьому її ареалі та, в середньостроковій та довгостроковій перспективі, сприяти поширенню гніздової популяції на інші відповідні території. Дії, які мають зробити підписанти, можна звести до чотирьох категорій:
- Законодавчі заходи щодо збереження виду
- Охорона видів і середовища проживання
- Моніторинг і дослідження
- Створення стратегії інформування громадськості

## Хроніка
У 2007 році команда BirdLife International виявила ключове місце в місцях зимівлі очеретянки в Західній Африці, яке до того часу було абсолютно невідоме. У національному парку Джудж (на північному заході Сенегалу) зосереджується до третини популяції.
Польський партнер BirdLife керував великим проектом з відновлення 42 тис. га ареалу проживання очеретянки в Польщі та Німеччині.  Основною метою проекту є встановлення популяції прудкої очеретянки в ключових районах її ареалу та має на меті покращити та збільшити місця проживання в найважливіших місцях цього виду в Бебжа, Польща та запобігти вимирання генетично відмінної залишкової популяції в Померанія, Німеччина. 
Його мета – підвищити обізнаність органів влади, ключових зацікавлених сторін та місцевої громадськості щодо потреб у збереженні цього виду та його специфічних вимог до середовища існування. Проектом хотілося створити 1500 га нового потенційного середовища проживання в Померанії та Бебжа та здійснити відновлювальні заходи ще на 1500 га з метою збільшення популяції виду на 15%. Заходи, які мають бути впроваджені, включають гідрологічне управління, видалення чагарників і заростей на вологих луках і болотах, а також ініціювання екстенсивного випасу худоби та ретельного скошування місць проживання очеретянки. 
Такими досягненнями були:
- Отримали знання про точні вимоги до середовища проживання шляхом моніторингу дев’яти проектних ділянок
- Впровадження нової технології управління, наприклад, прототип косарки
- Активні природоохоронні роботи, такі як косіння та запровадження екстенсивного випасу невеликим табуном польських коней-конік
- Організація фінансової підтримки, наприклад, привабливі пакети, надані польським фермерам; за цими схемами фермерам платять за відновлення екстенсивного господарювання на ділянках, від яких вони раніше відмовилися
- Надання землі для природоохоронних робіт
- Забезпечення постійного управління в довгостроковій перспективі

На початку 2012 року повідомили тривожні новини про популяцію очеретянки.  У 2012 році популяція сильно постраждала від місць гніздування в Європі, які швидко заростали очеретом, а місця зимівлі в Африці постраждали від посухи. Останні результати моніторингу, проведеного Міжнародною групою охорони водних очеретяток BirdLife (AWCT), показали зменшення приблизно на одну третину в кожній із країн, де гніздиться вид. Винятком були території Бебжанського національного парку в Польщі, де популяція залишалася стабільною.